# اوکا شوهی
اوکا شوهی (به ژاپنی: 大岡 昇平, Ōoka Shōhei); ۶ مارس ۱۹۰۹ – ۲۵ دسامبر ۱۹۸۸) نویسنده و ناقد ادبی اهل ژاپن بود.
همچنین برندهٔ جوایزی همچون جایزه یومیوری و جایزه ادبی نوما شده‌است.